# Катлакалнс (Рига)
Катлакалнс (латыш. Katlakalns) — микрорайон Риги в Земгальском предместье. Район расположен в южной части Риги, граничит с микрорайонами Салас, Московский форштадт, Кенгарагс, и Бишумуйжа, а также с Кекавским краем.

## География
Высота рельефа в основном составляет 1-10 м над уровнем моря с отдельными дюнными холмами и впадинами.
С востока район граничит с Даугавой (ширина 700-900 м). По северной границе течёт Биекенгравис — левый рукав Даугавы длиной 3,8 км. На северо-западе протекает канал Бишумуйжас, образованный мелиоративными каналами от торфяника Баложи. С юга течёт Олекте — левый приток Даугавы.
С инженерно-геологической точки зрения в Катлакалнсе преобладают неблагоприятные или условно благоприятные для строительства условия.

## История
Территория заселена с неолита. С XVII века территория между Биекенсалой и Акменьсалой стала называться Катлакалнс. В 1828 году территории Катлакалнса и Бишумуйжи присоединили к Риге. 
Старейшим сооружением в этой местности была мельница Катлакалнса, построенная еще до Ливонской войны. Она располагалась между улицей Букайшу и Даугавой и до начала XX века была последней из ветряных мельниц в нынешних городских границах. Прибрежная территория Катлакалнса часто страдала от наводнений.
Застройку Катлакалнса составляют преимущественно промышленные и общественные здания между улицами Баускас и Букайшу, а также вдоль улицы Леюпес. Здесь находилась построенная в 1879 году ленточная фабрика  (Баускас, 166), которая в 1920-30-х годах была переоборудована в кожевенную фабрику.
Значительную территорию занимает комплекс зданий Рижского молочного комбината, основанного в 1924 году. В конце улицы Букайшу на рубеже XIX-XX веков находилась меловая фабрика, а вдоль всей улицы располагались различные заводы.
Между улицей Букайшу и Даугавой расположена малоэтажная застройка с садовыми участками. С одной стороны улицы Букайшу находятся заброшенные заводские корпуса, а с другой – частные дома. На берегу Даугавы расположены лодочные сараи и причалы. В конце XIX века жители добирались до центра города либо на извозчике, либо на пароходе по Даугаве. В начале XX века до Бишумуйжи была проложена одноколейная трамвайная линия.
В Катлакалнсе есть несколько архитектурных памятников местного значения, большинство из которых расположены вдоль улицы Баускас. 

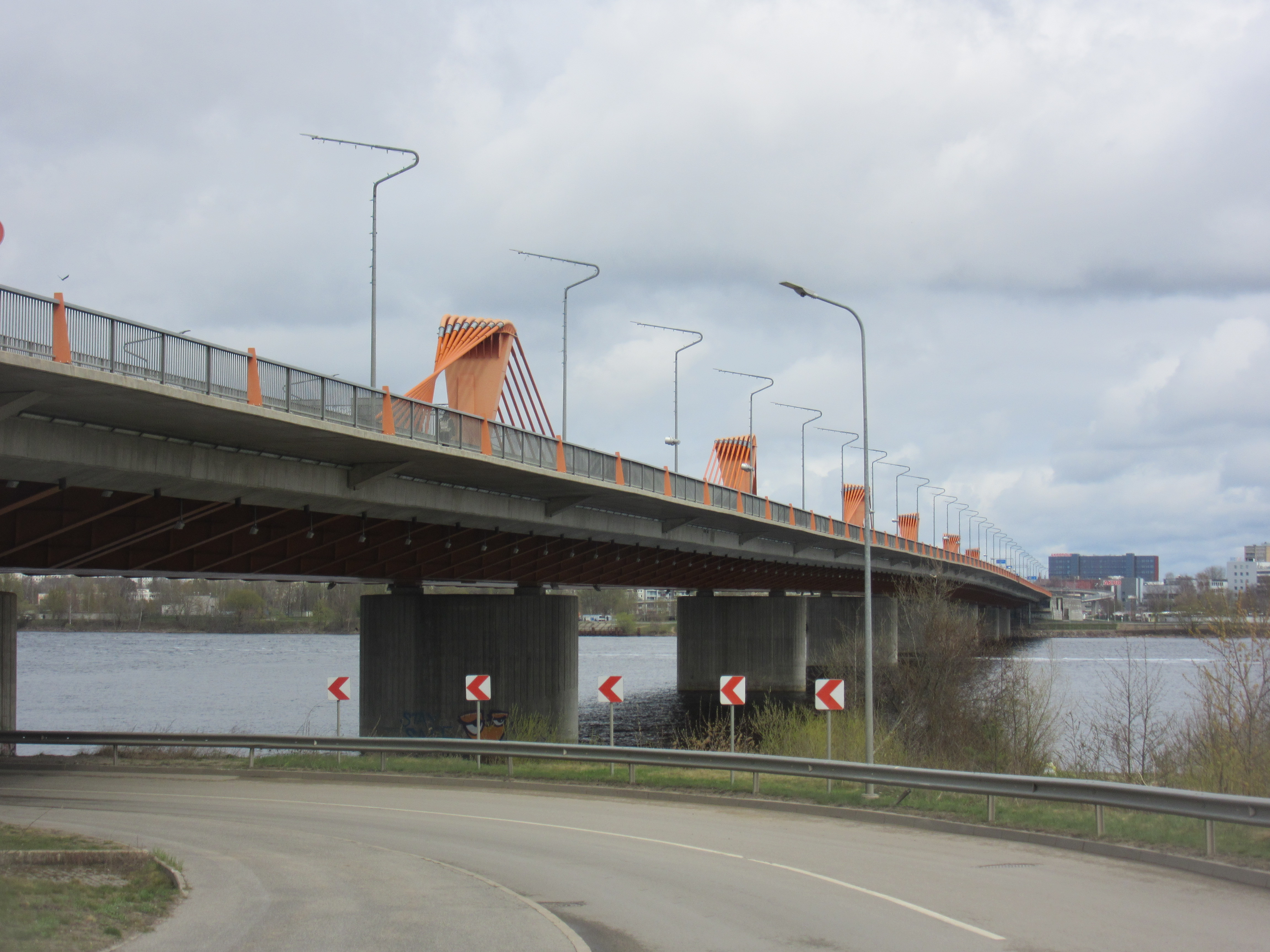
Южный мост со стороны Катлакалнса

Долгое время Катлакалнс был довольно отдаленным районом Риги, но территория приобрела актуальность в ноябре 2004 года, в связи со строительством Южного моста. Мост был завершен в ноябре 2008 года и соединяет Кенгарагс и Катлакалнс. В связи со строительством моста улица Баускас была расширена и немного перенесена, были благоустроены тротуары и остановки.